# Tino Polster
Tino Polster (* 6. Juli 1957 in Delmenhorst) ist ein deutscher Journalist und Moderator.

## Werdegang
Polster besuchte das Max-Planck-Gymnasium in Delmenhorst und studierte später Wirtschafts- und Gesellschaftskommunikation an der Hochschule der Künste in Berlin. Anschließend arbeitete er als Redakteur für RTL in Bielefeld und Hannover, bevor er von 1990 bis 1992 leitender Sportredakteur beim westdeutschen Regionalfenster von RTL in Essen war. Von 1993 bis 2001 war Tino Polster als Moderator und Kommentator beim DSF tätig und leitete zudem die Redaktion Fußball. Im Januar 2002 wurde er beim Bundesligisten Werder Bremen zunächst Direktor Medien & Kommunikation und ab Juli 2014 Direktor für Club Media. Im September 2016 verließ Polster den Verein und wurde freier Mitarbeiter bei den TV-Sendern DAZN und Sportdigital. Seit Juli 2019 arbeitet Polster ehrenamtlich für den SV Atlas Delmenhorst als Berater in Kommunikationsfragen.
Seit 2021 arbeitet Polster für Fortuna Düsseldorf als Leiter Sportkommunikation.